# Olympische Jugend-Sommerspiele 2014/Teilnehmer (Moldau)
| Gelbes Symbol für Goldmedaillen mit stilisierten Olympischen Ringen | Graues Symbol für Silbermedaillen mit stilisierten Olympischen Ringen | Braundes Symbol für Bronzemedaillen mit stilisierten Olympischen Ringen |
| ------------------------------------------------------------------- | --------------------------------------------------------------------- | ----------------------------------------------------------------------- |
| 1                                                                   | 1                                                                     | 1                                                                       |

Die Jugend-Olympiamannschaft der Republik Moldau für die II. Olympischen Jugend-Sommerspiele vom 16. bis 28. August 2014 in Nanjing (Volksrepublik China) bestand aus elf Athleten.

## Athleten nach Sportarten

### Kanu
Jungen
- Serghei Tarnovschi
Kanu-Einer Sprint: Gold 
Kanu-Einer Slalom: disqualifiziert (Vorlauf)

### Leichtathletik
| Mädchen - Polina Ciui Hammerwurf: 12. Platz 8 × 100 m Mixed: 26. Platz | Jungen - Stefan Mura Diskuswurf: 8. Platz 8 × 100 m Mixed: 26. Platz |

### Rhythmische Sportgymnastik
Mädchen
- Nicoleta Dulgheru
Einzel: 7. Platz

### Ringen
| Mädchen - Tatiana Doncila Freistil bis 46 kg: Bronze | Jungen - Dorin Cojocari Griechisch-römisch bis 50 kg: 7. Platz - Dmitri Ceacusta Freistil bis 100 kg: Silber |

### Schießen
Jungen
- Ion Aric
Luftpistole 10 m: 13. Platz
Mixed: 7. Platz (mit Polina Konarjewa  Ukraine)

### Schwimmen
| Mädchen - Tatiana Perstniova 50 m Rücken: 30. Platz 100 m Rücken: 19. Platz 200 m Rücken: 10. Platz - Mihaela Bat 50 m Brust: DNS | Jungen - Alexei Sancov 400 m Freistil: 16. Platz 800 m Freistil: 7. Platz |